# Martin 167 Maryland
Il Martin 167 Maryland era un bombardiere bimotore ad ala bassa prodotto dall'azienda aeronautica statunitense Glenn L. Martin Company nella prima parte degli anni quaranta.
Designato originariamente A-22 negli Stati Uniti, venne sviluppato su richiesta della francese Armée de l'air e venne successivamente impiegato, principalmente dalla Royal Air Force assieme ad altre forze aeree alleate, nel teatro europeo durante la seconda guerra mondiale.
Dal Maryland verrà successivamente sviluppato il Martin 187 Baltimore.

## Storia
Nel marzo 1938 la United States Army Air Corps emise una specifica (Circular Proposal Number 38-385) per la fornitura di un nuovo bombardiere; tra le caratteristiche richieste il velivolo avrebbe dovuto raggiungere i 200 mph (320 km/h) trasportando 1 200 lb (545 kg) di materiale bellico raggiungendo un'autonomia di 1 200 mi (1 900 km). Alla richiesta risposero numerose aziende aeronautiche statunitensi; la Bell, la Douglas Aircraft che propose il suo XA-20, la Martin, la North American Aviation che presentò il B-25 e la Stearman Aircraft Corporation con l'XA-21.

### Sviluppo
Il progetto, sviluppato con la designazione aziendale di Model 167, venne affidato all'ingegnere James S. McDonnell che disegnò un velivolo bimotore ad ala bassa in grado di svolgere sia missioni di bombardamento in volo livellato che missioni di attacco al suolo dove era richiesta una maggiore precisione. Il prototipo venne portato in volo per la prima volta il 14 marzo 1939 e fornito all'US Army assunse la designazione ufficiale di XA-22. Al termine delle valutazioni comparative, benché al 167 vennero riconosciute buone capacità, l'USAAC dichiarò vincitore l'XA-20, prototipo dell'A-20 Havoc/Boston. La bontà del progetto venne comunque ricompensata dal governo statunitense con un premio di consolazione di $ 505 390 e da una successiva commissione che avviarono sia la proposta della Martin che quella della North American alla produzione in serie.
Il Model 167 riscosse infatti l'interesse del governo francese che in quel periodo cercava una soluzione per rinnovare il proprio parco velivoli, fino ad allora basato su modelli di produzione nazionale e, a causa della loro tecnologia, oramai considerati obsoleti. Soddisfatti delle prestazioni offerte dal modello la Francia emise un ordine per 115 esemplari ancor prima che il prototipo compisse il suo primo volo e che vennero immediatamente avviati alla produzione in serie. Il modello definitivo, che assunse la designazione 167F, volò il 7 agosto successivo. La spedizione del primo lotto di 115 esemplari era prevista in soli quattro mesi ma non poté essere inviata che il 2 settembre successivo, il giorno prima della dichiarazione di guerra di Francia e Regno Unito nei confronti della Germania nazista, conseguenza della campagna di Polonia che diede formalmente l'avvio al secondo conflitto mondiale. Questo determinò un embargo nell'esportazione di armamenti da parte del governo statunitense che, inizialmente, aveva deciso una posizione non interventista, situazione sbloccatasi nei due mesi successivi. I 93 esemplari inizialmente requisiti vennero quindi spediti dal Canada il novembre successivo. Nel frattempo venne effettuato da parte francese un nuovo ordine per altri 100 velivoli.
L'ordine venne quindi completamente evaso e i 215 esemplari, designati Martin 167F dalla ditta produttrice e Martin 167A-3 dall'aviazione francese, iniziarono ad essere assegnati ai reparti francesi dall'aprile 1940 ma la campagna di Francia non avrebbe permesso agli equipaggi francesi di essere pienamente operativi prima della sua conclusione nel maggio successivo.
Prima dell'armistizio furono consegnati alla Francia solo 140 velivoli, e i restanti 75 dell'ordine francese furono dirottati al Regno Unito, che aveva effettuato parallelamente un altro ordine da 75 velivoli.
I 150 Maryland britannici vennero designati Maryland Mk I, e a questi si aggiunsero successivamente altri 150 Maryland Mk II equipaggiati con motori Pratt & Whitney R-1830-S3C4-G da 1 217 CV con compressori doppio stadio, anziché gli R-1830-SC3G da 1 065 CV con compressori monostadio.

### Impiego operativo
I primi esemplari arrivati in Francia vennero assegnati alle escadrille GB I/62 ed I/63 dell'Armée de l'air.
Al 10 agosto 1940 l'Armée de l'air de Vichy poteva contare su 263 esemplari così distribuiti; 205 in Nord Africa, di cui 26 non operativi (dato del 25 giugno), 11 evacuati da Métropole tra il 25 giugno ed il 5 agosto,  13 in Siria più 65 consegnati ed assemblati tra il 25 giugno e 10 agosto. 27 di questi aerei sono andati perduti prima del 10 agosto. Dei 263 totali, 50 vennero assegnati all'Aéronavale.
I primi Maryland britannici furono destinati nel settembre 1940 alla 431ª Flight (69° Squadron) di stanza a Malta, e poi al 39° e 223° Squadron in Libia. Circa 70 Maryland britannici furono poi girati alla South African Air Force.

## Versioni

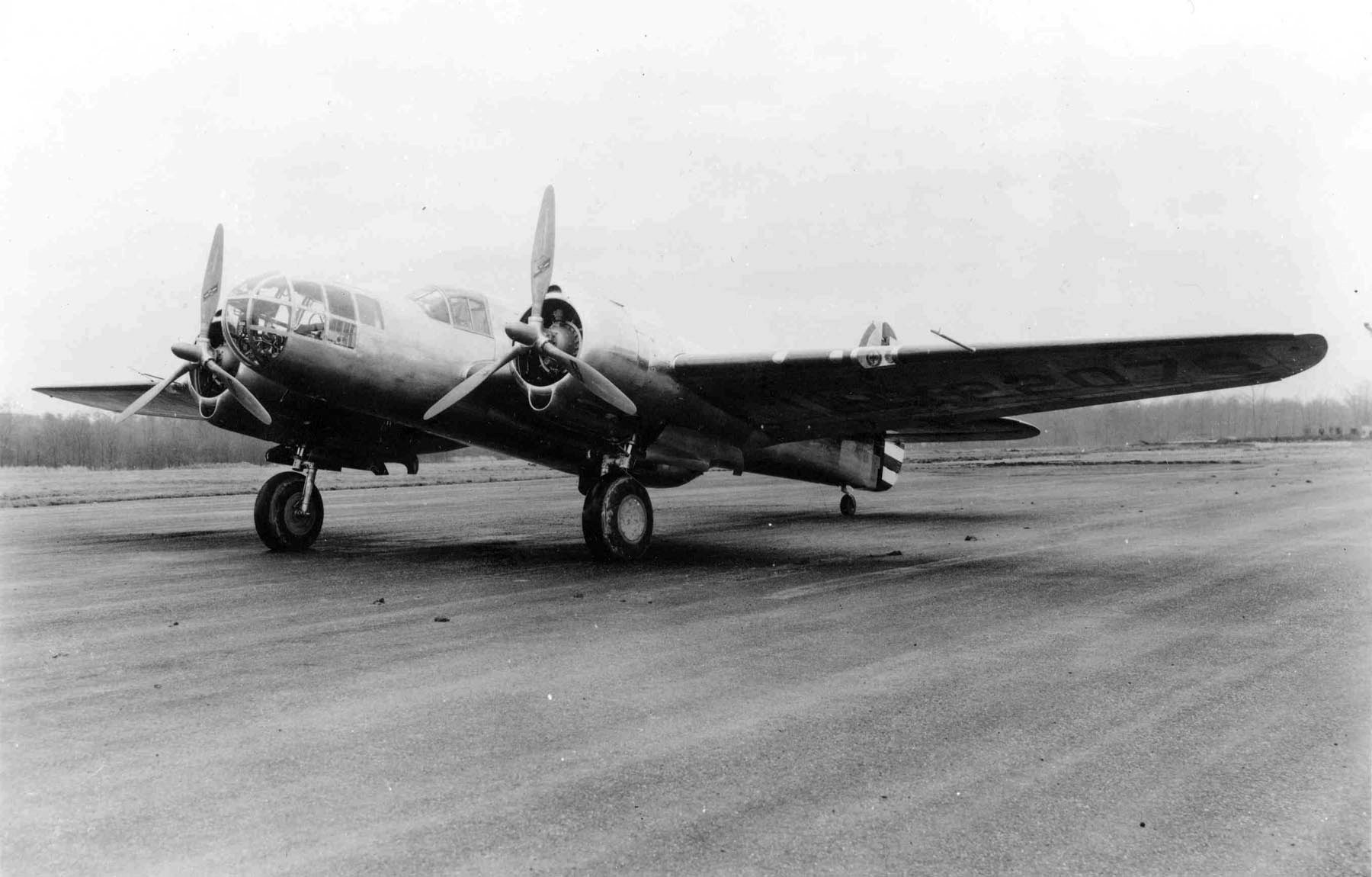
Il Martin XA-22, fotografato il 13 aprile 1939.

XA-22
prototipo, equipaggiato con una coppia di motori radiali Pratt & Whitney R-1830-37 da 900 hp e realizzato in un solo esemplare.
167F
versione di produzione in serie destinata alla Francia, ridesignata localmente 167-A3,  equipaggiata con strumentazione in sistema metrico e motorizzata con una coppia di radiali R-1830-SC3G da 1 050 hp. Realizzata in tre lotti, i primi due di 215 esemplari complessivi più un terzo da 95.
Maryland Mk.I
ridesignazione del 167F destinato alla RAF, realizzato in 62 esemplari nuovi più 22 esemplari francesi.
Maryland Mk.II
sviluppo dell'Mk.I equipaggiato con una coppia di radiali R-1830-S3C4-G da 1 050 hp, realizzato in 150 esemplari.

## Utilizzatori
Francia
- Armée de l'air
- Aéronautique navale

 Francia di Vichy
- Armée de l'air de l'armistice
  - Escadre de Bombardement 63

 Sudafrica
- South African Air Force

 Regno Unito
- Fleet Air Arm
- Royal Air Force

## Esemplari attualmente esistenti
Non si conosce l'esistenza di alcun esemplare completo sopravvissuto, anche se esistono parti di velivoli recuperati ed esposti al pubblico.